# Domingo del Monte
Pour les articles homonymes, voir Monte.
Domingo del Monte, né le 4 août 1804 à Maracaibo (Venezuela) et mort le 4 novembre 1853 à Madrid (Espagne), est un écrivain et journaliste, considéré comme le premier critique littéraire professionnel de Cuba, où il émigra avec sa famille à l'âge de cinq ans et où il passa la plus grande partie de sa vie.